# Narcondam
Narcondam es una isla volcánica del archipiélago de las islas Andamán. Se encuentra en el mar de Andamán, a unos 114 km al este de la isla principal y a unos 150 km al norte de la isla Barren. Hasta 1986 hubo una disputa por su soberanía entre la India y Birmania.
El cálao de la Narcondam es la única especie endémica de ave de la isla.
El 15 de abril de 2014 la «Isla de Narcondam» fue inscrita en la Lista Indicativa de la India —paso previo a ser declarado Patrimonio de la Humanidad—, en la categoría de bien natural (n.º ref 5914).